# Hugo Jahnke
Hugo Jahnke (Stoccolma, 6 marzo 1886 – 12 gennaio 1939) è stato un ginnasta svedese.

## Palmarès

### Olimpiadi
- Oro a Londra 1908 nel concorso a squadre.